# Frankfurti Könyvvásár
̣
A Frankfurti Könyvvásár a nemzetközi könyvkereskedelem és könyvkultúra minden év októberében megrendezésre kerülő kiemelkedő eseménye, a világ legnagyobb könyvvására. Jelenlegi formájában a Börsenverein des Deutschen Buchhandels (A Német Könyvkereskedelem Tőzsdei Egyesülete) alapította 1949-ben, de a frankfurti könyvvásárok fél évezredes múltra tekintenek vissza.
1976 óta az éves könyvvásárokon regionális és tematikus súlypontokat képeznek; 1988 óta minden évben egy-egy vendégország irodalma és kultúrája kerül a középpontba. A könyvvásár ad alkalmat Német Könyvdíj, A német könyvszakma békedíja, a Deutscher Jugendliteraturpreis (Német Ifjúsági Irodalmi Díj) és sok más szakmai díj átadására.

## Története

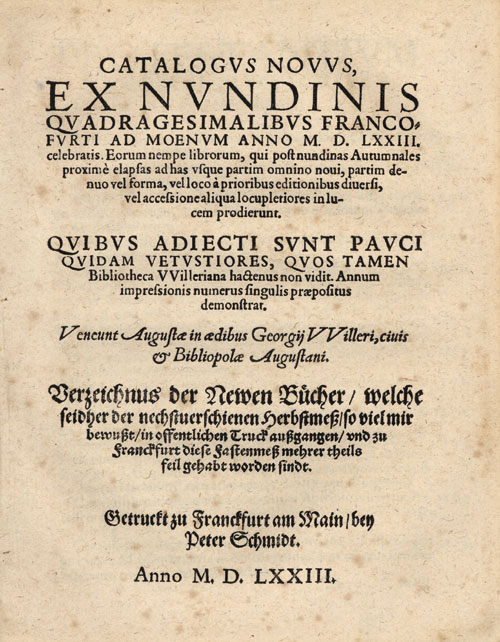
Az 1573-as kiállítás könyvkatalógusa

A frankfurti vásár kínálatában már hamarosan azután megjelentek könyvek, hogy a közeli Mainz városában született Johannes Gutenberg forradalmasította a könyvnyomtatást. A város hamarosan vezető szerepet vívott ki magának a könyvkereskedelemben, és ez a 17. század második feléig így is maradt. A reformáció idején azonban a viszonyok jelentősen megváltoztak, és a katolikus ellenreformáció, különösen a császári cenzúra következtében Frankfurt fokozatosan elveszítette vezető szerepét Lipcsével szemben, ahol a Lipcsei Könyvvásár vette azt át. Németország második világháború utáni megosztottsága idején azonban újra életre keltették a hagyományokat: 1949 szeptemberében 205 német kiállító gyűlt össze a városban a háború utáni első könyvvásár megrendezésére. Néhány évvel később már a külföldi kiállítók kerültek többségbe; a Frankfurti Könyvvásár az első ilyen jellegű, igazán nemzetközi rendezvénnyé vált.
A 2016-os könyvvásárra október 19. és 23. között került sor, 100 országból érkezett 7100 kiállító részvételével. A látogatók száma 277.000 volt, közülük 142.300 szakmai látogató, mely utóbbi 1,3%-kal haladta meg az előző évit. A rendezvényre 10.000 újságíró akkreditáltatta magát, közülük 2000 blogger.
2017-ben október 11. és 15. között a könyvvásárt 286 425 látogató kereste fel, 3%-kal több, mint az előző évben. A szakmai látogatók száma az előző évinél 0,2%-kal kevesebb volt, a nagyközönség érdeklődése viszont a két közönségnapon 6,5%-kal meghaladta a 2016-os adatot. A kiállítók száma 7300 volt 102 országból. A radikális jobboldali kiállítók számának növekedése tiltakozásokhoz is vezetett. 2017. október 14-én jobboldali politikusok fellépése a 4.2 kiállítási csarnokban tüntetéshez és dulakodáshoz vezetett, aminek a rendőrség vetett véget. A vásár szervezői minden erőszaktól elhatárolódtak, és rámutattak arra, hogy a világméretű monopolhelyzetükből adódóan jogi kötelezettségük van arra, hogy minden irányzat kiadói számára helyet biztosítsanak.

## Díszvendégek, központi témák
1988 előtt tematikus súlypontokat képeztek az éves vásárok megszervezésekor, ezután viszont egy-egy országot, mint díszvendéget állítottak a program középpontjába (kivéve a 2004-es vásárt, amikor egyetlen ország helyett az arab világ kapta ezt a lehetőséget). A díszvendég szerepét betöltő ország kulturális keretprogramot szervez és finanszíroz a vásár idejére, felolvasásokkal, díjátadásokkal és sokféle más rendezvénnyel. Több díszvendégre eddig már kétszer is sor került. 

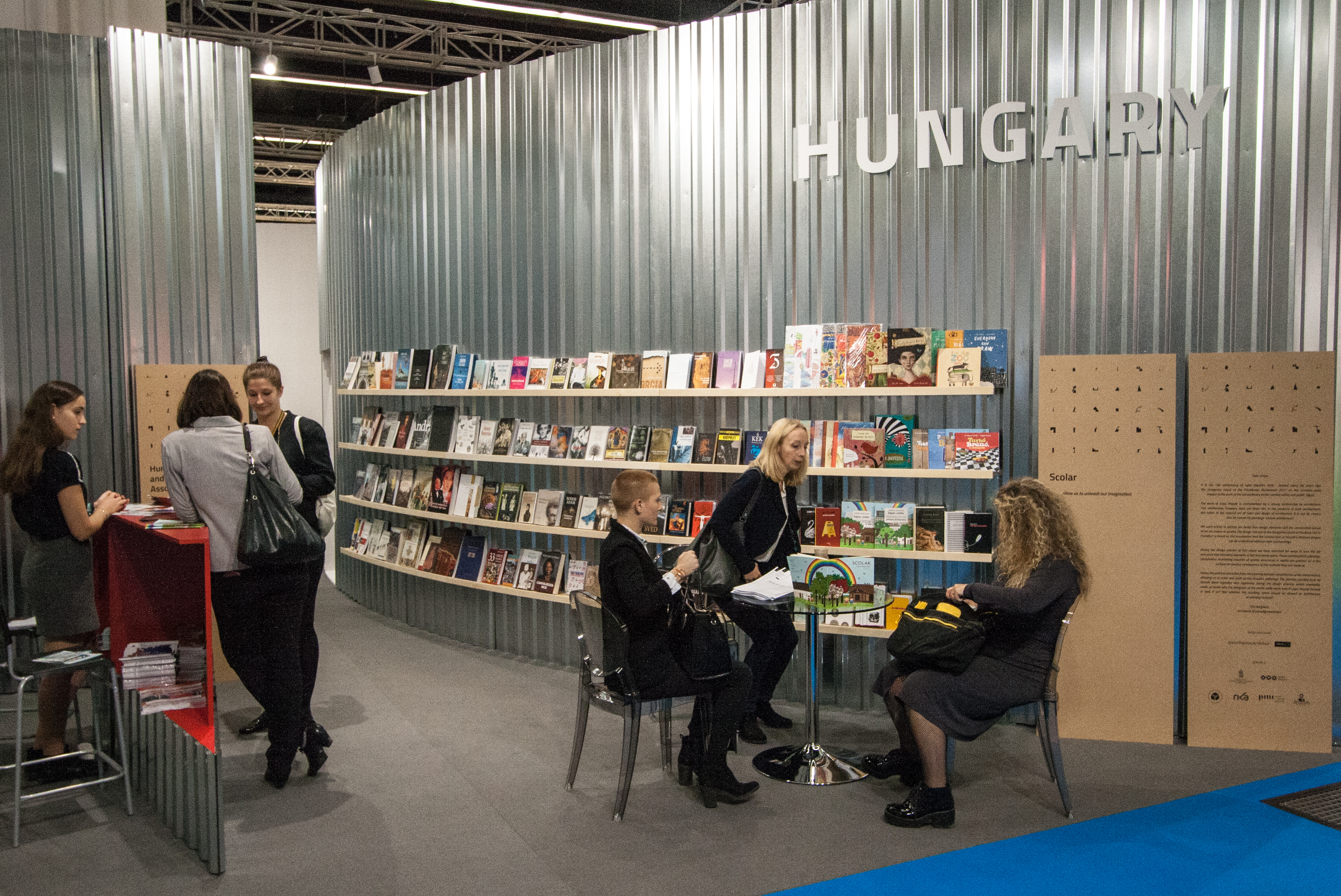
A magyar kiállítóhely a 2017-es frankfurti könyvvásáron

1999-ben Magyarország volt a díszvendég, elsőként a közép-kelet európai államok sorában.
| Év         | Díszvendég/Központi téma             | A díszvendég ország irodalma/Központi téma | Mottó                                                                     |
| ---------- | ------------------------------------ | ------------------------------------------ | ------------------------------------------------------------------------- |
| 1976       | Latin-Amerika                        | latin-amerikai irodalom                    |                                                                           |
| 1978       | Kind und Buch (A gyermek és a könyv) |                                            |                                                                           |
| 1980       | Fekete-Afrika                        |                                            |                                                                           |
| 1982       | Vallás                               |                                            |                                                                           |
| 1984       | George Orwell                        |                                            |                                                                           |
| 1986       | India                                | indiai irodalom                            | Wandel in Tradition (Változás és tradíció))                               |
| 1988       | Olaszország                          | olasz irodalom                             | Italienisches Tagebuch (Olaszországi napló)                               |
| 1989       | Franciaország                        | francia irodalom                           | L’Automne français (Francia ősz)                                          |
| 1990       | Japán                                | japán irodalom                             | Then and Now (akkor és most)                                              |
| 1991       | Spanyolország                        | spanyol irodalom                           | La Hora de España (Spanyolország ideje)                                   |
| 1992       | Mexikó                               | mexikói irodalom                           | Ein offenes Buch (Nyitott könyv)                                          |
| 1993       | Flandria és Hollandia                | flamand és holland irodalom                | Weltoffen (Nyitottság)                                                    |
| 1994       | Brazília                             | brazil irodalom                            | Begegnung von Kulturen (Kultúrák találkozása)                             |
| 1995       | Ausztria                             | osztrák irodalom                           |                                                                           |
| 1996       | Írország                             | Írország irodalma                          | Und seine Diaspora (És a diaszpóra)                                       |
| 1997       | Portugália                           | portugál irodalom                          | Wege in die Welt (Utak a világba)                                         |
| 1998       | Svájc                                | svájci irodalom                            | Hoher Himmel – enges Tal (Magas ég – szűk völgy)                          |
| 1999       | Magyarország                         | magyar irodalom                            | Unbegrenzt (Határtalanul)                                                 |
| 2000       | Lengyelország                        | lengyel irodalom                           | ©Poland                                                                   |
| 2001       | Görögország                          | újgörög irodalom                           | Neue Wege nach Ithaka (New ways to Ithaka) (Új utak Ithakába)             |
| 2002       | Litvánia                             | litván irodalom                            | Fortsetzung folgt (To be continued) (Folytatása következik)               |
| 2003       | Oroszország                          | orosz irodalom                             | Neue Seiten (New pages/perspectives) (Új oldalak)                         |
| 2004       | Arab világ                           | arab irodalom                              |                                                                           |
| 2005       | Dél-Korea                            | koreai irodalom                            |                                                                           |
| 2006       | India                                | indiai irodalom                            | Today's India (A mai India)                                               |
| 2007       | Katalónia                            | katalán irodalom                           | Singular i Universal (Egyedi és általános)                                |
| 2008       | Törökország                          | török irodalom                             | Faszinierend farbig (Csodálatosan színes)                                 |
| 2009       | Kína                                 | kínai irodalom                             | Tradition & Innovation (Hagyomány és megújulás)                           |
| 2010       | Argentína                            | argentín irodalom                          | Kultur in Bewegung (Kultúra mozgásbann)                                   |
| 2011       | Izland                               | izlandi irodalom                           | Sagenhaftes Island (Mesés Izland)                                         |
| 2012       | Új-Zéland                            | új-zélandi irodalom                        | Bevor es bei euch hell wird (While you were sleeping) (Világosodás előtt) |
| 2013       | Brazília                             | brazil irodalom                            |                                                                           |
| 2014       | Finnország                           | finn irodalom                              | Finnland. Cool.                                                           |
| 2015       | Indonézia                            | indonéz irodalom                           | 17.000 Inseln der Imagination (A képzelet 17.000 szigete)                 |
| 2016       | Flandria és Hollandia                | flamand és holland irodalom                | Dies ist, was wir teilen (This is what we share) (Ez az, amin osztozunk)  |
| 2017       | Franciaország                        | francia irodalom                           | Francfort en français (Frankfurt franciául)                               |
| 2018       | Grúzia                               |                                            |                                                                           |
| 2019       | Norvégia                             |                                            |                                                                           |
| 2020/ 2021 | Kanada                               |                                            | Singular Plurality                                                        |
| 2022       | Spanyolország                        |                                            |                                                                           |
| 2023       | Szlovénia                            |                                            |                                                                           |
| 2024       | Olaszország                          |                                            |                                                                           |

## Fordítás
- Ez a szócikk részben vagy egészben a Frankfurter Buchmesse című német Wikipédia-szócikk ezen változatának fordításán alapul.  Az eredeti cikk szerkesztőit annak laptörténete sorolja fel. Ez a jelzés csupán a megfogalmazás eredetét és a szerzői jogokat jelzi, nem szolgál a cikkben szereplő információk forrásmegjelöléseként.